# Kyle Greaux
Kyle Greaux (né le 26 avril 1988) est un athlète trinidadien, spécialiste du 200 m.

## Carrière
Le 28 juin 2015, il porte son record à 20 s 42 à Port-d'Espagne. Le 25 juin 2017, il le porte à 20 s 19 dans la même ville. Le 31 juillet 2018, il porte son record à 19 s 97 à Barranquilla en demi-finale des  Jeux d'Amérique centrale et des Caraïbes de Barranquilla, puis remporte le lendemain la médaille de bronze en 20 s 26, derrière Bernardo Baloyes (20 s 13) et Alonso Edward (20 s 17).
Il termine 8e des championnats du monde 2019 à Doha sur 200 m en 20 s 39.

## Palmarès
| Date | Compétition                              | Lieu         | Résultat | Épreuve   | Temps         |
| ---- | ---------------------------------------- | ------------ | -------- | --------- | ------------- |
| 2013 | Champ. d'Am. centrale et des Caraïbes    | Morelia      | 5e       | 200 m     | 20 s 58       |
| 2014 | Jeux d'Amérique centrale et des Caraïbes | Veracruz     | 5e       | 200 m     | 20 s 95       |
| 2015 | Championnats NACAC                       | San José     | 5e       | 200 m     | 20 s 64       |
| 2015 | Championnats NACAC                       | San José     | 5e       | 4 × 100 m | 38 s 90       |
| 2017 | Relais mondiaux de l'IAAF                | Nassau       | 4e       | 4 × 200 m | 1 min 21 s 39 |
| 2018 | Jeux du Commonwealth                     | Gold Coast   | 6e       | 200 m     | 20 s 63       |
| 2018 | Jeux d'Amérique centrale et des Caraïbes | Barranquilla | 3e       | 200 m     | 20 s 26       |
| 2018 | Championnats NACAC                       | Toronto      | 1er      | 200 m     | 20 s 11       |
| 2018 | Championnats NACAC                       | Toronto      | 3e       |           | 38 s 89       |
| 2019 | Jeux panaméricains                       | Lima         | 2e       | 4 × 100 m | 38 s 46       |
| 2019 | Championnats du monde                    | Doha         | 8e       | 200 m     | 20 s 39       |
| 2022 | Jeux du Commonwealth                     | Birmingham   | 2e       | 4 × 100 m | 38 s 70       |
| 2022 | Championnats NACAC                       | Freeport     | 2e       | 4 × 100 m | 38 s 94       |

## Records
| Épreuve    | Performance | Lieu           | Date            |
| ---------- | ----------- | -------------- | --------------- |
| 100 mètres | 10 s 16     | Port-d'Espagne | 24 juin 2017    |
| 200 mètres | 19 s 97     | Barranquilla   | 31 juillet 2018 |
| 400 mètres | 47 s 14     | Port-d'Espagne | 3 mai 2013      |